# Spadająca gwiazda (singel)
Spadająca gwiazda – pierwszy singel polskiego rapera White’a 2115 z jego szóstego albumu studyjnego, zatytułowanego Rockst4r. Singel został wydany 10 kwietnia 2024.
Nagranie otrzymało w Polsce status złotego singla, przekraczając liczbę 25 tysięcy sprzedanych kopii.

## Geneza utworu i historia wydania
Utwór napisali i skomponowali Sebastian Czekaj, Mikołaj Vargas i Vlodymyr Dorofeiev, którzy również odpowiadają za produkcję utworu. 
Singel ukazał się w formacie digital download 10 kwietnia 2024 w Polsce wydaniem własnym w dystrybucji Sony Music Entertainment Poland. Piosenka została umieszczona na szóstym albumie studyjnym White’a 2115 – Rockst4r.

## Teledysk
Do utworu powstał teledysk w reżyserii Franciszka Nowaka, który udostępniono w dniu premiery singla za pośrednictwem serwisu YouTube.

## Lista utworów
- Digital download[2]

1. „Spadająca gwiazda” – 2:27

## Notowania

### Pozycje na listach sprzedaży
| Kraj   | Lista (2024)             | Najwyższa pozycja |
| ------ | ------------------------ | ----------------- |
| Polska | Billboard Poland Songs   | 13                |
| Polska | OLiS – single w streamie | 14                |

## Certyfikaty
| Kraj          | Certyfikat  | Sprzedaż |
| ------------- | ----------- | -------- |
| Polska (ZPAV) | złota płyta | 25 000+  |